# Lorándit
A lorándit a leggyakoribb talliumásvány. Ritka ásvány, a szulfidok és kénsók ásványosztályba tartozik. Kristályai monoklinok, kémiai képlete TlAsS2 (talliumból, arzénből és kénből áll). A Nemzetközi Ásványtani Szövetség (IMA) szerint bináris szulfát, a kation/kalkogén arány 1:1.
Az IUPAC szerint tallium(I)-tioarzenit vagy tallium(I)-tioarzenát(III). 
Általában szemcsés  aggregátumok, ritka esetekben lehet  prizmás és tűs szerkezetű. A friss minták skarlát színűek és fémes csillogásúak. Idővel azonban gyakran ólomszürke lesz. Ugyanakkor a körvonal színe látható kárminpiros marad. Spirális AsS3 tetraéderekből és a hozzájuk kapcsolódó talliumatomokból áll.

## Története
Allcharban (Macedónia) fedezte fel Krenner József, 1894-ben nevezte el Eötvös Loránd magyar fizikusról.

## Kialakulása és előfordulása
Hidrotermális alacsony hőmérsékleten keletkezik az antimonittal, realgárral, orpimenttel, cinóberrel, vrabittal, greigerittal, markazittal, pirittel, szfalerittel és barittal együtt. Előfordulási helyei: Allchar (Macedónia), továbbá Xiangquan, Lanmuchang, Zimudang (Kína), Nevada, Utah, Wyoming (USA), Takab (Irán), Beshtau  (Kaukázus, Oroszország) és Grube Lengenbach (Valais, Svájc). Előfordul arany- és higanyércekben.

## Laboratóriuimi előállítása
Elő lehet állítani tallium-nitrát (TlNO3), elemi kén és arzén keverékének tömény ammóniaoldatba tevésével. Az elegyet egy autoklávba helyezik, és magas hőmérsékleten tartják (~ 250 °C) néhány napig. Így mélyvörös prizmás kristályok keletkeznek.

## Kristályszerkezete

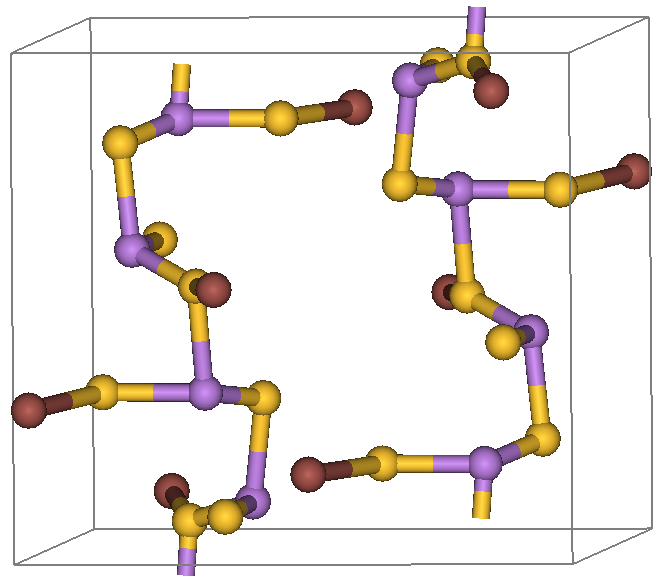
A lorándit kristályszerkezete. Lila arzén, sárga kén, barna tallium.

Monoklin, tércsoport P21/a, rácsállandók: a = 12,27 Å, b = 11,33 Å, c = 6,11 Å és β = 104,2°, elemi cellája 8 atomot tartalmaz. Az egyes arzénatomok kovalens kötéssel kapcsolódnak három kénatomhoz. As−S kötéstávolság 2,08–2,32 Å. Tl−S kötéstávolság d'(Tl−S) = 3,36–3,87 Å, d(Tl−S) = 2,95–3,30 Å.

## Felhasználása
Ipari fontossága alacsony. Tudományos érdeklődés övezi, mert a 205Tl neutrínósugárzás hatására 205Pb-má alakul. Így a régi talliumásványok 205Pb tartalmából következtetni lehet a Nap  neutrínósugárzásának mértékére.

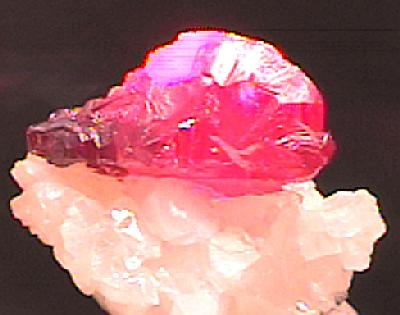
A loránditkristály kalcitmátrixa, Mercur (Utah, USA), méretei 1,8×1,8×0,4 cm.

## Fordítás
Ez a szócikk részben vagy egészben  a   Lorándit című német Wikipédia-szócikk fordításán alapul.  Az eredeti cikk szerkesztőit annak laptörténete sorolja fel. Ez a jelzés csupán a megfogalmazás eredetét és a szerzői jogokat jelzi, nem szolgál a cikkben szereplő információk forrásmegjelöléseként.
Ez a szócikk részben vagy egészben  a   Lorándite című angol Wikipédia-szócikk fordításán alapul.  Az eredeti cikk szerkesztőit annak laptörténete sorolja fel. Ez a jelzés csupán a megfogalmazás eredetét és a szerzői jogokat jelzi, nem szolgál a cikkben szereplő információk forrásmegjelöléseként.